# كلمات متقاطعة

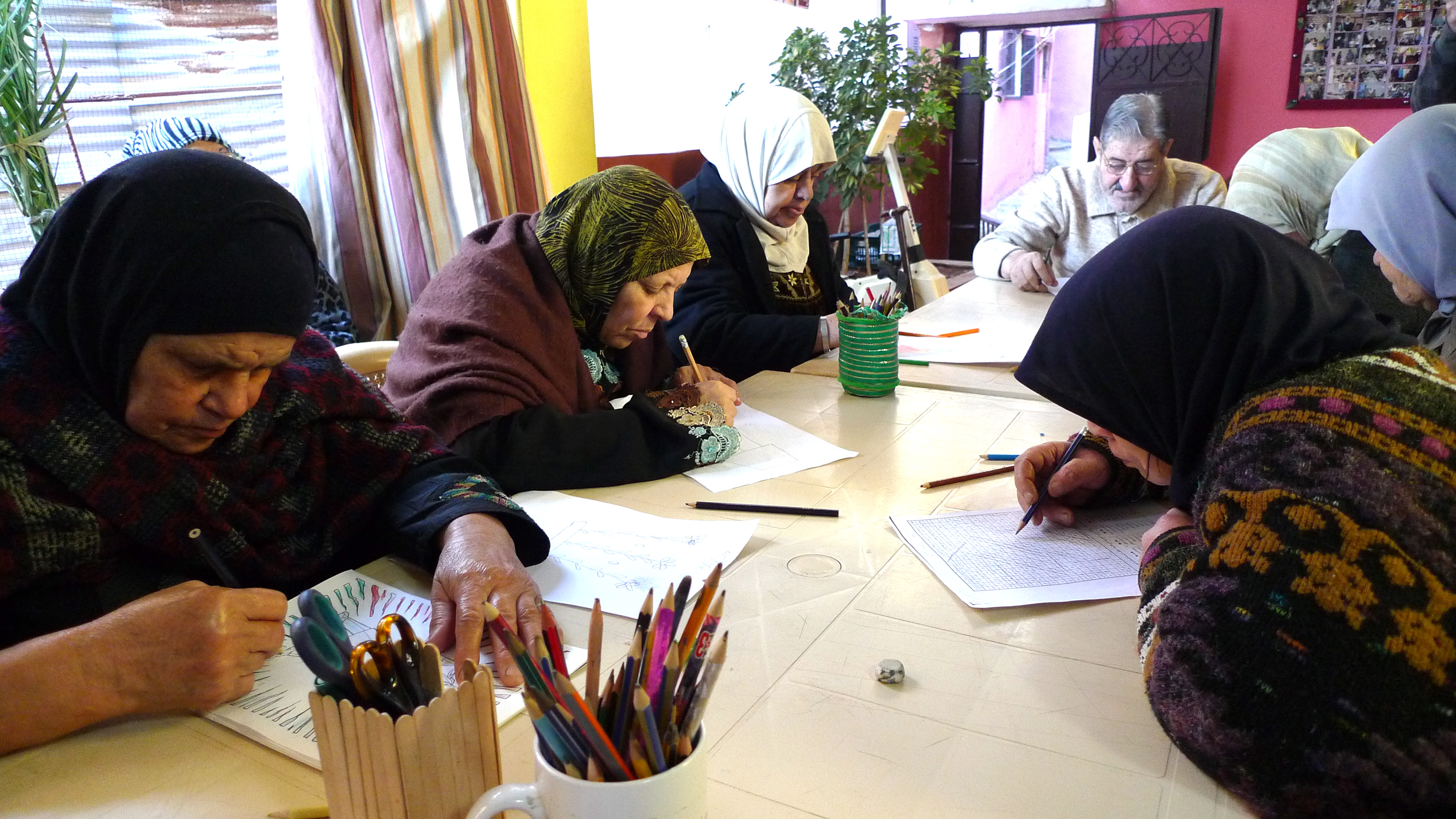
نساء في دار مسنين بمخيم لاجئين برج البراجنة منهمكات في حل كلمات متقاطعة

الكلمات المتقاطعة هي لعبة فكرية، ذهنية، تتكون من عدة مربعات سوداء وبيضاء على شكل جدول يحوي أعمدة وصفوف من المربعات الفارغة.

## طريقة اللعب
الهدف من لعبة الكلمات المتقاطعة هو ملء المربعات البيضاء، وتشكيل الكلمات أو العبارات، عن طريق حل القرائن التي تؤدي إلى إجابات. والمربعات السوداء تستخدم لفصل الكلمات أو العبارات. ويوضع لكل صف أو عمود رقم، ثم يكتب أمام الرقم ما يشابه الكلمة المطلوب كتابتها في المربعات، وتحوي المجلات أنواعًا مختلفة من هذه اللعبة؛ فمنها سهل وآخر صعب، والكلمات المتقاطعة في مجلة معينة تتبع أسلوب يختلف عن الأخرى، تبعًا لأسلوب اللغة المستعملة والبلد، وتقوم المجلات والصحف بوضع هذه اللعبة لتسلية القراء.

## التاريخ
ظهرت أول لعبة للكلمات المتقاطعة في صحيفة نيويورك ورلد الأمريكية وذلك في 21 ديسمبر عام 1913، وأصبحت من الألعاب الرائعة في الولايات المتحدة، ومنها انتقلت إلى بقية دول العالم، وبمختلف اللغات، وكان أول من أدخلها إلى الصحافة هو آرثر وين.

## معرض صور

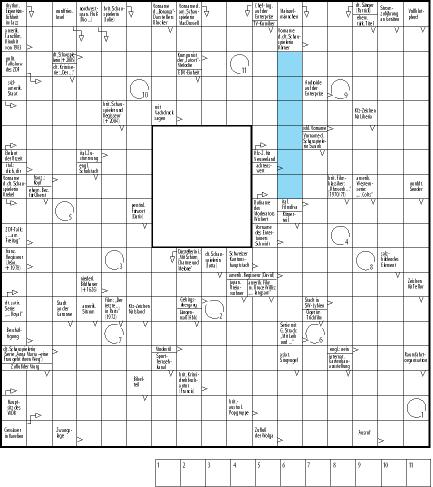
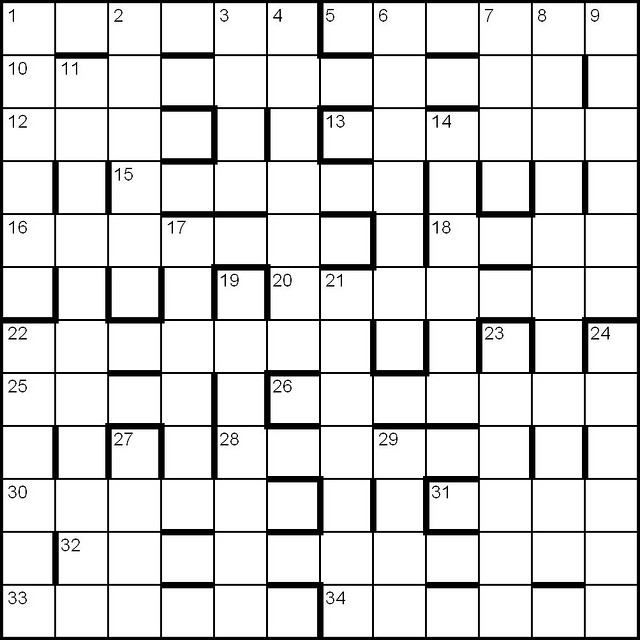